# Pseudopeptidoglucano

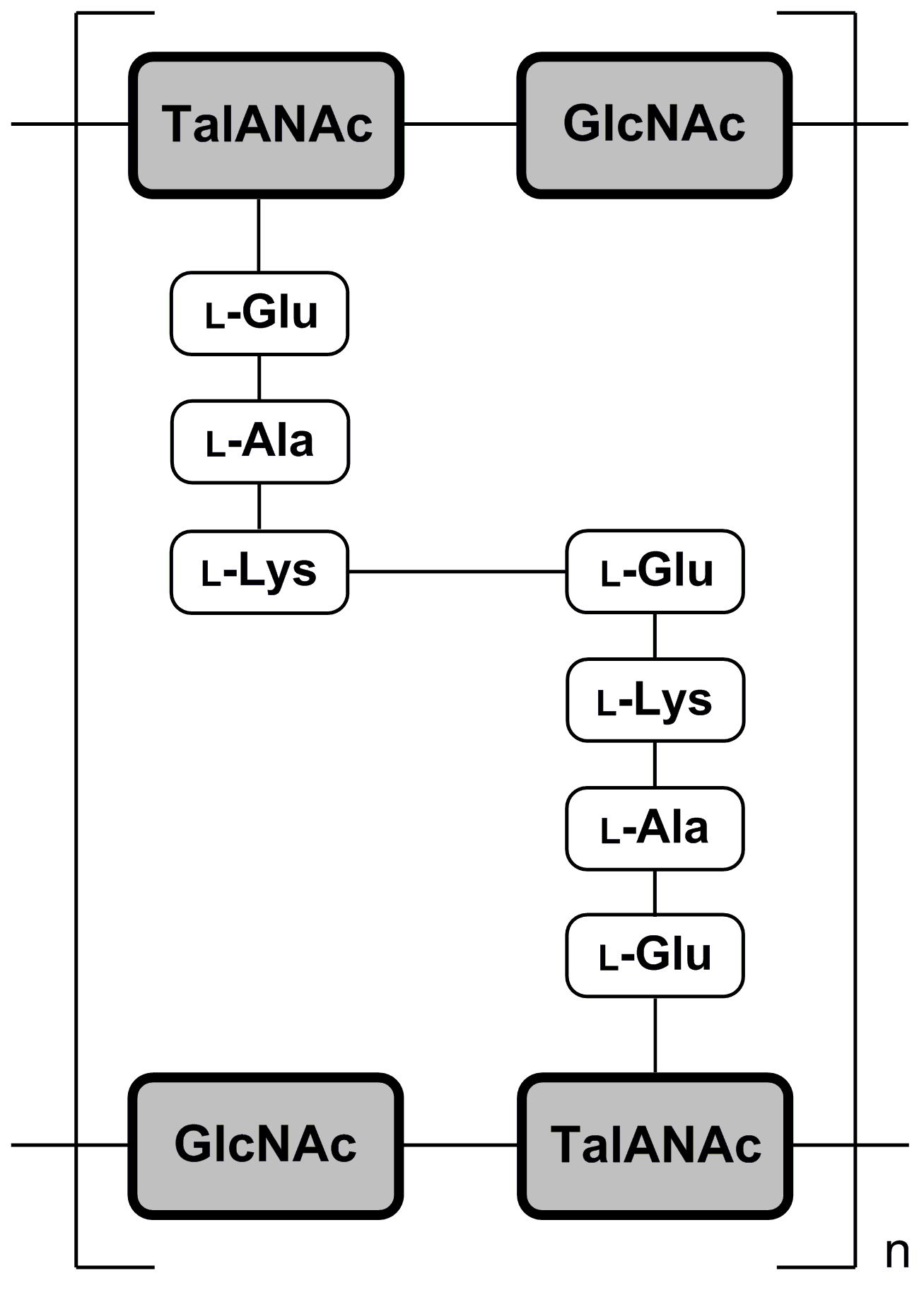
Estructura típica del seudopeptidoglicano. Contiene ácido N-acetiltalosaminurónico (TalANAc) formando enlaces glucosídicos β-1,3 con la N-acetilglucosamina (GlcNAc)

El pseudopeptidoglicano (también denominado pseudomureína) es uno de los principales componentes de la pared celular de algunas arqueas, difiriendo del peptidoglucano de bacterias en la estructura química, pero se asemeja en morfología, función y estructura. Los componentes básicos son la N-acetilglucosamina y el ácido N-acetiltalosaminurónico (el verdadero peptidoglucano tiene ácido N-acetilmurámico) , que están unidos por un enlace glucosídico β-1,3.
La lisozima es un mecanismo de defensa de muchos organismos contra las bacterias (por ejemplo, está presente en saliva, lágrimas y moco) que puede romper el enlace glucosídico β-1,4 destruyendo el peptidoglucano. Siempre que el pseudopeptidoglucano esté presente en un organismo, la lisozima es ineficaz, puesto que esta no puede romper el enlace β-1,3.
La pseudomureína y el peptidoglicano son moléculas con función similar a pesar de ser químicamente distintas. Probablemente estas moléculas surgieron a partir de un polisacárido común antes de la separación de los dominios Archae y Bacteria.